# 英属南砂拉越轰炸
轰炸砂拉越，英语：“Bombing of Sarawak”。是大日本帝国海军在砂拉越南部进行的一次空袭任务，该空袭事件分别发生于1941年12月19日和1941年12月25日。

## 轰炸过程

### 第一次轰炸
1941年12月16日（民国30年12月16日），日本军队从印度支那军港金兰湾突然登陆英属汶莱。并在之后的不到七日便攻占了汶莱与美里。
三天后的1941年12月19日（民国30年12月19日），这一天是轰炸的开始。日本飞机由青山登陆古晋，并在之后轰炸了位于古晋七哩的机场。后沿着古晋市区一路轰炸至猫眼岭。由于弹药已掷磬，只得作罢。

### 第二次轰炸
1941年12月24日（民国30年12月24日）古晋沦陷，而在之后的翌日（12月25日）再次派出战机登陆诗巫并展开第二次的轰炸。

## 影响
空袭中死伤人数不得而知，部分人预估为78人受伤。33人死亡，而在部分人则估计大约超过百人死伤。轰炸诗巫后则引发了当地灾民抢粮食和骚乱等影响。